# Danneels (Automobilhersteller)
Danneels war ein belgischer Hersteller von Automobilen.

## Unternehmensgeschichte
Prosper Danneels eröffnete 1901 eine Autowerkstatt an der Rue des Rémouleurs in Gent. Kurz danach begann er mit der Produktion von Automobilen. Der Markenname lautete Danneels. Später nahm er O. Vanderhaggen als Partner auf. Etwa 1908 endete die Produktion.

## Fahrzeuge
Genannt werden Fahrzeuge mit Vierzylindermotoren mit 16 PS und 24 PS. Sie ähnelten den Fahrzeugen von Rochet-Schneider.